# Pesténkino
Pesténkino (en rus: Пестенькино) és un poble de l'óblast de Vladímir, a Rússia, segons el cens del 2012 tenia 865 habitants. Pertany al districte municipal de Múrom.